# Tony Valeri
Pour les articles homonymes, voir Valeri.
Tony Valeri (né le 11 août 1957  à Hamilton, Ontario) est un homme politique canadien. 

## Biographie
Député à la Chambre des communes du Canada de 1993 à 2006, représentant successivement les circonscriptions de Lincoln (1993 à 1997), Stoney Creek (1997 à 2004) et Hamilton-Est—Stoney Creek (2004 à 2006), il était le leader du gouvernement en chambre au sein du gouvernement libéral de Paul Martin de 2004 à 2006. Lors de l'élection fédérale canadienne de 2006 il a été défait dans sa circonscription par le candidat néo-démocrate Wayne Marston.